# Byrrhinus misellus
Byrrhinus misellus är en skalbaggsart som först beskrevs av Sharp 1902.  Byrrhinus misellus ingår i släktet Byrrhinus och familjen lerstrandbaggar. Inga underarter finns listade i Catalogue of Life.